# Hylke de Boer

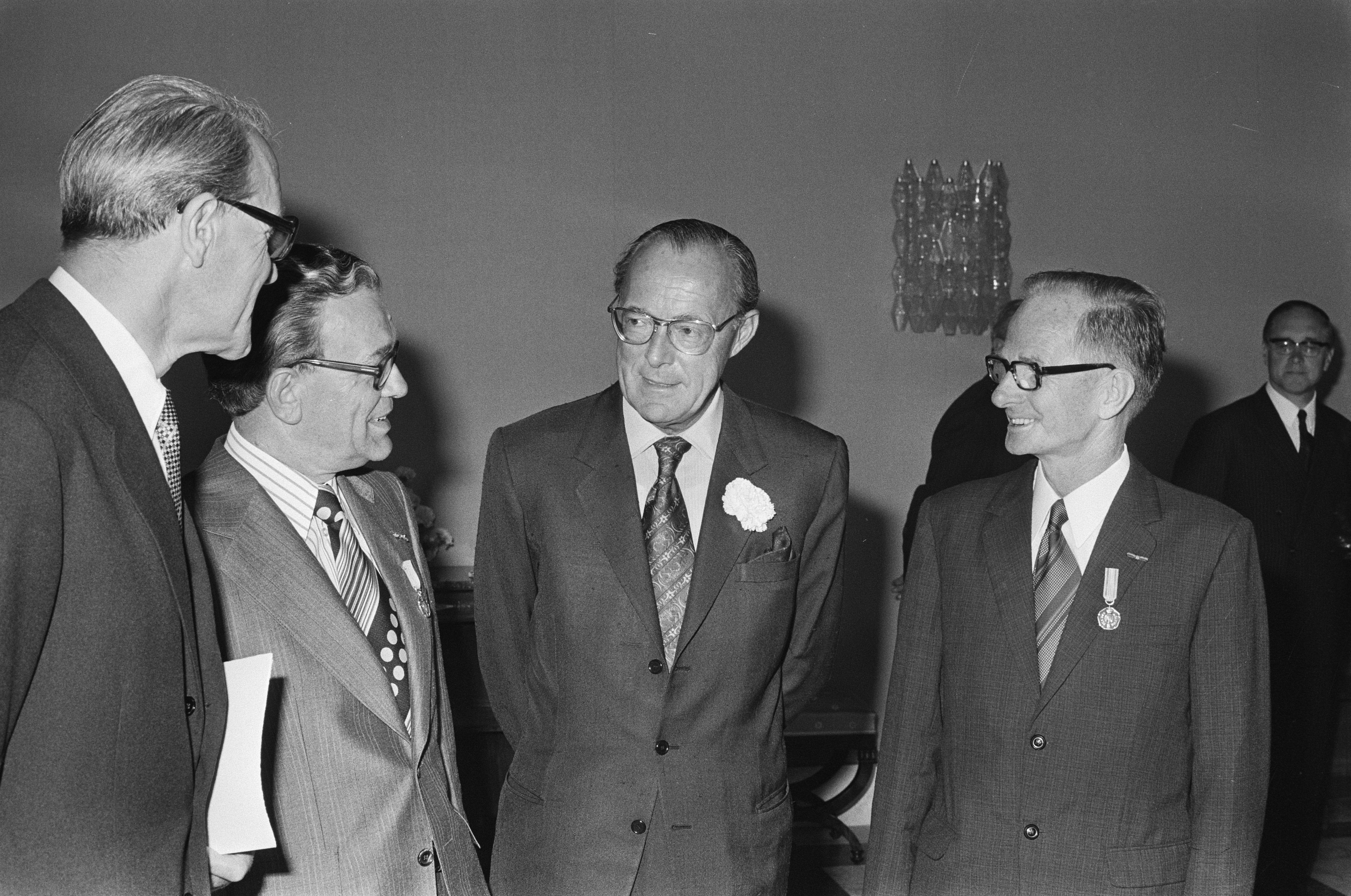
Uitreiking Zilveren Anjers in Paleis op de Dam, met tweede van links Hylke de Boer, 1974

Hylke Folkert de Boer (Bergum, 7 juli 1918 – Leeuwarden, 19 april 1984) was een Nederlandse natuurbeschermer, bestuurslid en tussen 1950 en 1982 directeur gemeentelijke werken in Achtkarspelen.

## Biografie
Hij was zoon van Wipkje Zijlstra en timmerman fabrikant Harmen de Boer. Broer Lipke de Boer was raadslid en wethouder in Tietjerksteradeel. Hijzelf trouwde in 1945 met Gryt/Grietje van Klaarbergen (1920-2019). Dochter Wike de Boer werd na een studie rechten aan de Vrije Universiteit Amsterdam eveneens ambtenaar maar dan bij Welzijn en Zorg bij de provincie Groningen.
Zijn opleiding bestond uit de mulo in Drachten en de hts (Bouwkunde) in Leeuwarden. De Boer was van 1946 tot 1950 gemeentearchitect van Uithuizen en Uithuizermeeden, nadat hij er vanaf 1941 ambtenaar gemeentewerken was geweest. Hij loodste de gemeente de Tweede Wereldoorlog door, nam middels het onderbrengen van onderduikers deel aan het georganiseerd verzet en was verbonden aan de Binnenlandse Strijdkrachten. Vanaf 1950 was hij er directeur gemeentewerken.
Vanaf 1965 tot zijn overlijden was hij voorzitter van It Fryske Gea; hij was opvolger van Meint Wiegersma. Ook was hij bestuurslid van de Vereniging tot Behoud van Natuurmonumenten, de Bond van Friese Vogelwachten en enkele andere organisaties. Ook was hij actief op het gebied van (het behoud van) de Friese taal, het merendeel van zijn publicaties werd dan ook in die taal geschreven. Voorts was hij de initiatiefnemers om in Buitenpost een nieuwe openbare bibliotheek van de grond te krijgen. Hij was enige tijd bestuurslid van It Kristlik Fryks Selskip, Fryske Rie en Frysk Utjeft Funs.
In juni 1974 ontving hij uit handen van Prins Bernard de Zilveren Anjer. In hetzelfde jaar werd hij benoemd tot ridder in de Orde van Oranje-Nassau. In 1984 kreeg hij postuum de Sulveren Swanneblom van It Fryske Gea.
De Boer overleed op 65-jarige leeftijd in het Diakonessenhuis in Leeuwarden. Zijn bericht van overlijden citeert uit psalm 84. Hylke de Boer ligt met echtgenote begraven op de Algemene Begraafplaats Buitenpost.

## Publicaties
Naast artikelen voor tijdschriften publiceerde hij de boeken Fügelflecht (1963) en Fügelveld (1962).
- International Standard Name Identifier: 0000 0000 3239 384X
- Library of Congress Control Number: n78006796
- Nederlandse Thesaurus van Auteursnamen: 074397419
- Virtual International Authority File: 6185388
- WorldCat: E39PBJrgHDFqW4yC44RRJfTvHC